# Haliclona infundibuliformis
Haliclona infundibuliformis är en svampdjursart som först beskrevs av Miklucho-Maclay 1870.  Haliclona infundibuliformis ingår i släktet Haliclona och familjen Chalinidae.
Artens utbredningsområde är Norra Ishavet. Inga underarter finns listade i Catalogue of Life.